# Енглески лук
Енглески лук, такође познат као велшки лук, оружје је које је у средњем веку променило технику ратовања. Величине око 2 метра, затезањем тетиве на посебан начин је драстично побољшало пробојност стреле одапете из овог лука. Лук се затезао на тај начин што би се доњи део лука ставио у посебно лежиште, лук би стајао вертикално у односу на земљу, а стрелац би по потреби скочио и ухватио други крај лука и својом тежином га савио и набацио тетиву. Стрела је могла да на 50 метара пробије оклоп који су носили дотле готово непобедиви коњаници у оклопу. Енглески лук је убрзо избацио из употребе гломазне и тешко покретљиве оклопнике, који су сада постали и врло рањиви.

## Историја
Велики лук, човекове висине, грађен је обично од тисовог, јаворовог или јасеновог дрвета. Стрела је била дугачка колико половина лука. Њена дршка је била од лаког дрвета, а гвоздени врх имао је разне облике. Велики лук се једним крајем наслањао на земљу, и затезао до уха, док се обичан лук држао у рукама, а запињао до прсију. Већи замах давао је стрели већи домет и већу ударну снагу, већу и од самострела. Наводи се да је пребацивао 500 м, али је то можда претерано. Свакако, на 200 м погађао је сигурно и пробијао верижне кошуље. Најглавнија његова особина била је брзина дејства: 10 до 12 стрела у минуту према двема стрелицама колико је самострел могао избацивати за исто време. За владе Едварда I (1272-1307) велики лук је постао национално оружје Енглеза. Сасвим је потиснуо самострел који је дотле доминирао међу бацачким оружјем. Вероватно је велшког порекла. Из Велса се постепено проширио свом Енглеском. То је морало дуго трајати, кроз неколико генерација, јер руковање овом технички простом справом није било лако. Само интимно прилагођавање човека оружју, и обратно, могло је дати резултате. Велики лук није се могао проширити на Континенту у размаку времена које га је делило од појаве ватреног оружја. Тако ће велики лук остати искључиво енглеско оружје.

### Тактика
Појава овако ефикасног борбеног средства није могла остати без утицаја на тактику. Едвард I је уочио да коњички удар даје боље резултате ако је припремљен дејством стрелаца. Код Фолкерка је то применио са успехом, али ту лекцију нису многи схватили. Међу њима је био његов син Едвард II. Код Бенокберна (1314) он је узалудно покушавао да прегази Шкотланђане само коњичким јуришем и доживео најжалоснији пораз у енглеској историји. Тек ће његов син, Едуард III, утврдити нову енглеску тактику. Он ће коначно напустити стару идеју да се битке добијају само налетом оклопних коњаника и схватити да успеху доприноси исто толико и разумна употреба стрелаца. Против коњаничких напада стрелце ће подржати пешаци - копљаници, а пре свега оклопници. У офанзивној бици оклопници ће бити на коњу, а у дефанзивној сјахаће за борбу пешке. Ако су крила стрелаца наслоњена на земљишну препреку и заштићена фронталном препреком, онда се сасвим упрошћава њихова заштита.